# Lopidea caesar
Lopidea caesar är en insektsart som först beskrevs av Reuter 1876.  Lopidea caesar ingår i släktet Lopidea och familjen ängsskinnbaggar. Inga underarter finns listade i Catalogue of Life.